# Politica de securitate a rețelei
O politică de securitate a rețelei (NSP) este un document generic care definește regulile de acces la rețeaua de calculatoare, determină modul în care politicile sunt aplicate și prezintă o parte din arhitectura de bază a mediului de securitate/ securitate rețelelor de calculatoare a companiei. Documentul în sine are de obicei câteva pagini și este redactat de un comitet.
O politică de securitate este un document complex, menit să reglementeze accesul la date, obiceiurile de navigare pe internet, utilizarea parolelor, criptarea, atașamentele din e-mail-uri și multe altele. Acesta specifică aceste reguli pentru indivizi sau grupuri de indivizi din întreaga companie. Politicile ar putea fi exprimate ca un set de instrucțiuni care sunt înțelese de hardware-ul de rețea special dedicat pentru securizarea rețelei.
Politica de securitate ar trebui să împiedice accesul utilizatorilor rău intenționați și, de asemenea, să exercite control asupra potențialilor utilizatori riscanți din cadrul unei organizații.
Atunci când se elaborează o politică de securitate a rețelei, este important să se înțeleagă ce informații și servicii sunt disponibile și pentru ce utilizatori, precum și care este potențialul de deteriorare și dacă există deja o protecție pentru a preveni utilizarea abuzivă. În plus, politica de securitate ar trebui să dicteze o ierarhie a permisiunilor de acces, acordând utilizatorilor acces doar la ceea ce este necesar pentru finalizarea activității lor. Institutul Național de Standarde și Tehnologie oferă un exemplu de orientări privind politica de securitate.